# Пуусепп, Людвиг Мартынович
Лю́двиг Марты́нович Пу́усепп (Пуусеп, Пусеп) (эст. Ludvig Puusepp; 21 ноября (3 декабря) 1875, Киев — 19 октября 1942, Тарту) — российский и эстонский врач и учёный, основоположник нейрохирургии в России и Эстонии, первый профессиональный нейрохирург в мире, первый заведующий кафедрой нейрохирургии в Российской империи и в мире.
Вошёл в составленный в 1999 году по результатам письменного и онлайн-голосования список 100 великих деятелей Эстонии XX века.

## Биография
Отец Людвига Пуусепа Мартин Пуусепп (Martin Puusepp) был эстонцем, мать Виктория-Стефания Гёбель — чешско-польского происхождения. Он был третьим ребёнком в семье (первые два умерли во младенчестве). После него в семье родилось ещё четверо детей, которые были такими же одарёнными, как их старший брат: Эдуард стал профессором математики, Каролина — инженером, Мария — врачом.

### Учёба
У родителей Людвига было огромное желание дать сыну хорошее образование. Несмотря на денежные затруднения, ему наняли домашних учителей из числа старшеклассников, с помощью которых он научился писать, выучил русский и немецкий языки и получил знания в математике. В возрасте восьми лет он поступил на учёбу в киевскую немецкую школу и вместо трёх лет окончил её за два года в 1885 году. В то время средний возраст учеников немецкой школы составлял 13–14 лет.
В 1885—1894 годах учился в Киевской 1-й гимназии, которую окончил с золотой медалью. Во время учёбы в гимназии Людвигу было доверено вести уроки на школьных подготовительных курсах. Кроме этого, он переводил для доктора Троицкого тексты с греческого языка на русский. Таким образом Людвиг зарабатывал себе деньги на оплату учёбы.
В 1899 году окончил Петербургскую Военно-медицинскую академию по специальности «Хирургия» со специальной наградой medicus eximia laude и занесением имени на мраморную Доску почёта. Ещё будучи студентом, Людвиг Пуусепп под руководством В. М. Бехтерева проводил экспериментальные исследования по воздействию рентгеновского излучения на ткань мозга. Результаты своих исследований он изложил в статье «О влиянии рентгеновских лучей на возбудимость психомоторных центров».
Несколько лет после окончания военно-медицинской академии пополнял свои знания в Вене, Париже, Берлине, Лондоне, Гамбурге и Копенгагене.
В 1902 году защитил в Военно-медицинской академии Петербурга докторскую диссертацию «О мозговых центрах, управляющих эрекцией полового члена и семяотделением».

### Работа в России
В 1899 году в возрасте 24 лет Людвиг Пуусепп выполнил свою первую нейрохирургическую операцию у человека с черепно-мозговой травмой.

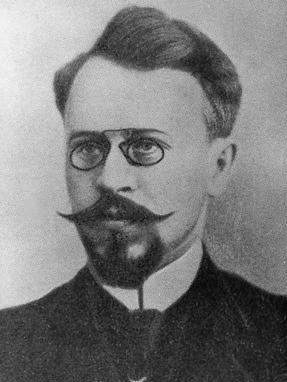
Людвиг Пуусепп в 1905 году

В 1904—1905 годах участвовал в Русско-японской войне в качестве старшего врача. Будучи хирургом и неврологом, проводил операции больным с ранениями головы и позвоночника. Ранен в Мукденском сражении.
В 1903—1913 годах работал в клинике Женского медицинского института в Санкт-Петербурге.
В 1904—1907 годах — секретарь Русского общества нормальной и патологической психологии. Работал вместе с В. М. Бехтеревым, считал его своим учителем.
В 1907 году принят на должность приват-доцента в Петербургскую Военно-медицинскую академию и преподавателем в основанный В. М. Бехтеревым Петербургский Психоневрологический институт.
В 1908 году совместно с В. М. Бехтеревым основал при Петербургском Психоневрологическом институте первую в мире нейрохирургическую клинику, в работе которой активно участвовал и как основатель, и как врач.
В 1909 году был командирован в США с целью ознакомления с ситуацией по распространению медицинского образования. Посетил отделения невропатологии и душевных болезней в больницах Нью-Йорка, Бостона, Филадельфии и Вашингтона. Особо его интересовал вопрос организации женского медицинского образования.
Занимался тяжёлой атлетикой, теннисом, верховой ездой, велосипедным спортом и катанием на коньках. Тяжёлой атлетикой занимался в группе «отца российского культуризма» Владислава Краевского, где вместе с ним тренировались также лучшие тяжелоатлеты Европы Георг Лурих, Александр Аберг и Георг Гаккеншмидт.
В апреле 1910 года Людвигу Пуусеппу, первому врачу в мире, было присвоено звание профессора по специальности «Хирургическая невропатология». В этом же году он был назначен директором нейрохирургической клиники.
В 1910—1920 годах — профессор и декан медицинского факультета Петербургского Психоневрологического института.
Летом 1914 года был призван на военно-медицинскую службу в Русскую императорскую армию. Был ранен в ногу во время одного из боёв, вследствие чего в декабре 1914 года вернулся в Петроград.
С 1915 года — директор военного госпиталя имени Н. И. Пирогова.
К 1917 году Людвигом Пуусеппом было проведено более 300 операций на органах периферической нервной системы и 200 операций на спинном мозге, из которых смертью пациента закончилась только одна.
Первый ректор Государственного института медицинских знаний в Петрограде (1920 год).

### Работа в Эстонии

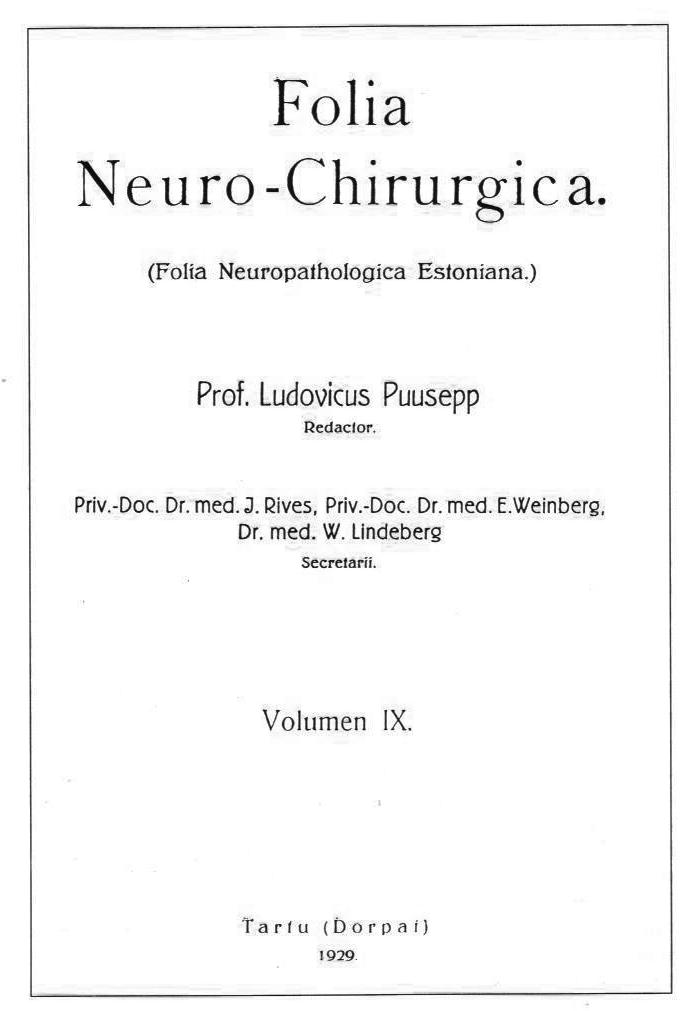
Обложка журнала «Folia Neuropathologica Estoniana»

В 1920 году, воспользовавшись своим правом оптации, переехал из Петрограда в Эстонию, где был принят на работу в неврологическое отделение Клиники Тартуского университета.
В 1921 году создал Целевое учреждение «Неврологическая клиника Тартуского университета». Этот год стал считаться годом основания нейрохирургии в Эстонии.
9 апреля 1921 года Людвиг Пуусепп провёл первую в Эстонии операцию на головном мозге. В последующие 10 лет он провёл 545 операций на головном мозге, 120 из которых — удаление опухоли.
В своей клинике Пуусепп сразу стал использовать новейшие технологии в области нейрорентгенологии. В то время для обнаружения опухолей использовались метод диагностики спинного мозга, разработанный французом Жан-Атанасом Сикарди (Jean-Athanase Sicardi), пневмоэнцефалография и вентрикулография, разработанные американцем Уолтером Эдвардом Денди, и ангиография мозга для обнаружения аневризм, разработанная португальцем Эгасом Монизи (Egas Monizi). В 1926 году Пуусепп модифицировал метод Сикарди так, чтобы он позволял диагностировать такое редкое заболевание спинного мозга, как сирингомиелия; к его достижениям также относится разработка специальной операции по лечению этого заболевания.
Людвиг Пуусепп — один из основателей Общества по борьбе с раковыми заболеваниями и Эстонского общества духовного здоровья. Активно участвовал в работе Международной комиссии психологического сотрудничества, член Международного антиалкогольного научного комитета. Консультант-невропатолог вооруженных сил Эстонии. Член Русской академической группы в Эстонии. Почетный член Общества русских студентов Тартуского университета. Почётный доктор Падуанского университета (1922), Виленского университета (1929), Академии наук в Ферраре (1938), член-корреспондент Лиссабонской академии наук (1929) и Медицинской академии в Турине (1934), иностранный член Парижской хирургической академии (1935).

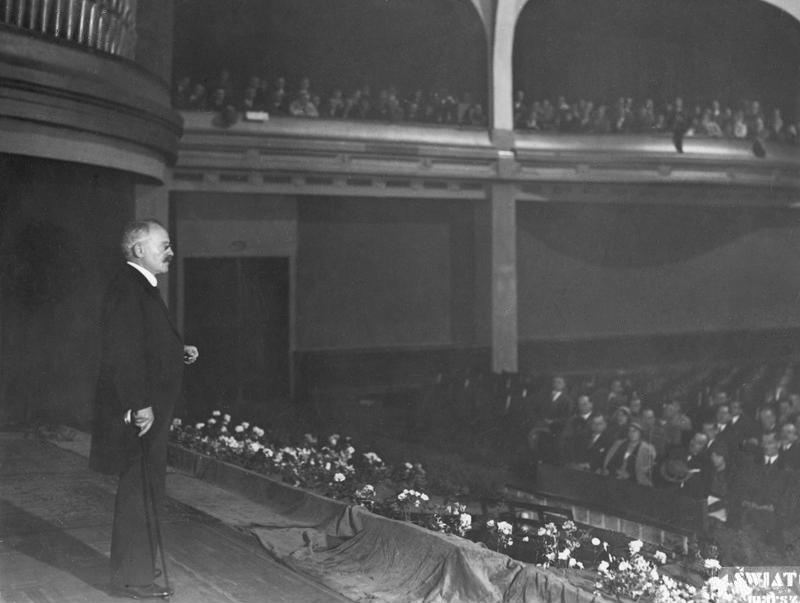
Людвиг Пуусепп читает лекцию в зале театра Колоссеум в Варшаве, Польша

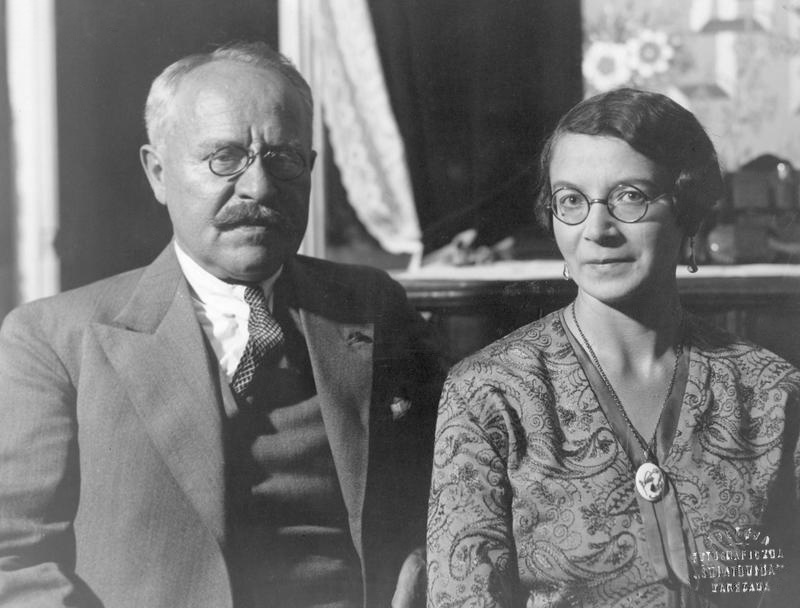
Людвиг Пуусепп с супругой Марией во время визита в Варшаву

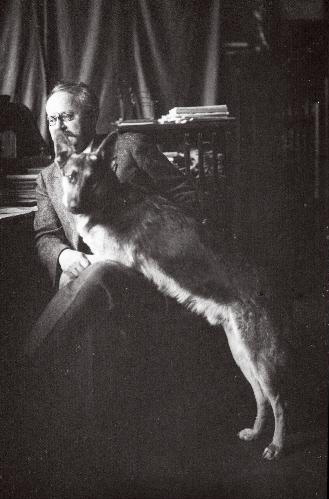
Людвиг Пуусепп в 1930 году

В Эстонии профессор Пуусепп разделил изучение неврологии и психиатрии и создал специализированное невролого-нейрохирургическое отделение. Оно включало в себя операционную, кабинет нейрорадиологии, отдел физиотерапии и лабораторные комнаты. С 1920 по 1940 год это отделение оставалось единственным, где оказывалась квалифицированная нейрохирургическая помощь в прибалтийских государствах. Много путешествовал по Европе и США, читая лекции по нейрохирургии и проводя показательные операции. У профессора Пуусеппа проходили также стажировку врачи из стран Западной Европы.
29 июня 1921 года получил чин генерал-майора.
В 1922 году для изучения патологии тканей создал при своей клинике гистологическую лабораторию, в которой проводились также и биохимические исследования.
В 1923 году стал одним из учредителей Эстонского Общества неврологов, позже — его председателем.
В 1923—1940 годах был редактором основанного им журнала «Folia Neuropathologica Estoniana». За 17 лет существования журнала было издано 17 томов, в которых были опубликованы работы наиболее известных учёных-медиков того времени, таких как Бехтерев и Поленов из Ленинграда, Россолимо (Москва), Уолтер Фримен (Филадельфия), Гийен Алажуанин (Париж), Маринеску (Бухарест), Денди (Балтимор) и др.
В 1926—1940 годах занимал должность директора водолечебницы Тартуской Дрожжевой фабрики.
В 1938 году стал одним из первых 12 академиков, назначенных во вновь созданную Академию наук Эстонии. Почётный член и член-корреспондент множества научных обществ. Публиковался во многих международных научных журналах, член их редколлегий.
В 1940 году, после присоединения Эстонии к СССР, получил звание Заслуженного деятеля науки Эстонской ССР.
Умер в 1942 году от рака желудка. Похоронен в Тарту, на кладбище Раади.

### Научные достижения
- Двухэтапная темпорально-субтемпоральная декомпрессия
- Ликворная проба Пуусеппа: голова больного пригибается к груди; при этом происходит частичное сдавление шейных вен. Ликворное давление при этом повышается на 30-60 мм вод. ст. Возвращение головы в исходное положение понижает ликворное давление до прежних цифр. При блоке субарахноидального пространства данная проба ликворного давления не повышает[9].
- Рефлекс Пууссеппа — медленное отведение V пальца при штриховом раздражении кожи по наружному краю стопы.

### Семья
В 1906 году женился на Марии Кочубей, которая умерла в 1929 году. В том же году обручился с Марией Кюппар (Maria Küppar), в 1932 году у них родилась дочь Ливия (Liivia Luts), которая стала неврологом-физиотерапевтом. Ливия Лутс получила степень магистра и работала в Тартуском университете доцентом неврологии.

## Награды
- 1927 — Орден Эстонского Красного Креста I степени 2-й подстепени
- 1927 — Орден Почётного легиона[2]
- 1936 — Орден Орлиного креста II степени
- 1938 — Орден Белой Звезды II степени

## Увековечение памяти
- Памятник Людвигу Пуусеппу[10] в Тарту (открыт в 1981 году, скульптор Эндель Танилоо).
- Улица Людвига Пуусеппа в Тарту.

Людвиг Пуусепп был единственным эстонским генералом, которому во времена советской власти в Эстонии был воздвигнут памятник и именем которого была названа улица.